# Дельтові розсипи
Дельтові розсипи (рос. дельтовые россыпи, англ. delta placers, нім. Deltaseifen) — скупчення на земній поверхні уламків гірських порід або мінералів, що сформувалися у товщі наносів у гирлах річок.
Дельтові розсипи формують головним чином мінерали, стійкі до жорстких умов далекого переносу (циркон, ільменіт, рутил, монацит і алмаз), рідше — слабкостійкі (каситерит, золото, платина).
Розрізняють дельтові розсипи:
- надводних і підводних дельт;
- сучасних і древніх берегових зон;
- постійних і тимчасових водотоків.

Потужність шарів збагачених корисних копалин від десятків сантиметрів до декількох метрів, а горизонтів, що їх розділяють — до декількох десятків метрів.